# Abaújvár
Abaújvár je obec v Maďarsku v župě Borsod-Abaúj-Zemplén v okrese Gönc. Leží těsně u hranic se Slovenskem.
U obce jsou zříceniny stejnojmenného hradu, který založil v 11. století uherský král Samuel Aba a později se stal stolicí Abova, historického území a župy na pomezí moderního Slovenska a Maďarska.
Má rozlohu 732 ha a žije zde 253 obyvatel (2024).